# La Drôme Classic 2024
La 12.ª edición de la clásica ciclista Drôme Classic (llamado oficialmente: Drôme Classic) fue una carrera en Francia que se celebró el 25 de febrero de 2024 sobre un recorrido de 189 kilómetros con inicio y final en el municipio de Étoile-sur-Rhône en el departamento de Drôme y la región Ródano-Alpes.
La carrera formó parte del UCI ProSeries 2024, calendario ciclístico mundial de segunda división, dentro de la categoría UCI 1.Pro. El vencedor fue el suizo Marc Hirschi del UAE Emirates, quien estuvo acompañado por el español Juan Ayuso del mismo equipo y el belga Maxim Van Gils del Lotto Dstny, segundo y tercer clasificado respectivamente.

## Equipos participantes
Tomaron parte en la carrera 18 equipos: 9 de categoría UCI WorldTeam invitados por la organización, 6 de categoría UCI ProTeam y 3 de categoría Continental. Formaron así un pelotón de 120 ciclistas de los que acabaron 87. Los equipos participantes fueron:
| WorldTeams (9)- Arkéa-B&B Hotels - Cofidis - Decathlon-AG2R La Mondiale - Groupama-FDJ - Intermarché-Wanty - Lidl-Trek - Soudal Quick-Step - Team dsm-firmenich PostNL - UAE Team Emirates ProTeams (6)- Bingoal WB - Israel-Premier Tech - Lotto Dstny - TotalEnergies - Tudor Pro Cycling Team - Uno-X Mobility Equipos continentales (3)- CIC U Nantes Atlantique - Nice Métropole Côte d'Azur - Van Rysel-Roubaix |
| |

## Clasificación final
- La clasificación finalizó de la siguiente forma:[3]

| \| Clasificación general \| Clasificación general \| Clasificación general \| Clasificación general \| Clasificación general \| \| Ciclista \| Ciclista \| Equipo \| Tiempo \| \| \| --------------------- \| --------------------- \| -------------------------- \| --------------------- \| --------------------- \| \| 1.º \| Marc Hirschi \| UAE Team Emirates \| 4 h 41 min 28 s \| \| \| 2.º \| Juan Ayuso \| UAE Team Emirates \| + 5 s \| \| \| 3.º \| Maxim Van Gils \| Lotto Dstny \| + 8 s \| \| \| 4.º \| Warren Barguil \| Team dsm-firmenich PostNL \| + 12 s \| \| \| 5.º \| Mattias Skjelmose \| Lidl-Trek \| + 15 s \| \| \| 6.º \| Bastien Tronchon \| Decathlon-AG2R La Mondiale \| + 25 s \| \| \| 7.º \| Paul Lapeira \| Decathlon-AG2R La Mondiale \| + 1 min 05 s \| \| \| 8.º \| Corbin Strong \| Israel-Premier Tech \| + 1 min 07 s \| \| \| 9.º \| Benoît Cosnefroy \| Decathlon-AG2R La Mondiale \| + 1 min 21 s \| \| \| 10.º \| Dorian Godon \| Decathlon-AG2R La Mondiale \| + 1 min 21 s \| \| |                   |                            |                 |
| |                   |                            |                 |
| Fuente: ProCyclingStats |                   |                            |                 |
| Clasificación general |                   |                            |                 |
| Ciclista | Ciclista          | Equipo                     | Tiempo          |
| 1.º | Marc Hirschi      | UAE Team Emirates          | 4 h 41 min 28 s |
| 2.º | Juan Ayuso        | UAE Team Emirates          | + 5 s           |
| 3.º | Maxim Van Gils    | Lotto Dstny                | + 8 s           |
| 4.º | Warren Barguil    | Team dsm-firmenich PostNL  | + 12 s          |
| 5.º | Mattias Skjelmose | Lidl-Trek                  | + 15 s          |
| 6.º | Bastien Tronchon  | Decathlon-AG2R La Mondiale | + 25 s          |
| 7.º | Paul Lapeira      | Decathlon-AG2R La Mondiale | + 1 min 05 s    |
| 8.º | Corbin Strong     | Israel-Premier Tech        | + 1 min 07 s    |
| 9.º | Benoît Cosnefroy  | Decathlon-AG2R La Mondiale | + 1 min 21 s    |
| 10.º | Dorian Godon      | Decathlon-AG2R La Mondiale | + 1 min 21 s    |

## Ciclistas participantes y posiciones finales
Convenciones:
- AB-N: Abandono en la etapa "N"
- FLT-N: Retiro por llegada fuera del límite de tiempo en la etapa "N"
- NTS-N: No tomó la salida para la etapa "N"
- DES-N: Descalificado o expulsado en la etapa "N"

## UCI World Ranking
La La Drôme Classic otorgó puntos para el UCI World Ranking para corredores de los equipos en las categorías UCI WorldTeam, UCI ProTeam y Continental. Las siguientes tablas son el baremo de puntuación y los diez corredores que obtuvieron más puntos:
| Posición              | 1.º | 2.º | 3.º | 4.º | 5.º | 6.º | 7.º | 8.º | 9.º | 10.º | 11.º | 12.º | 13.º | 14.º | 15.º | 16.º-30.º | 31.º-40.º |
| Clasificación general | 200 | 150 | 125 | 100 | 85  | 70  | 60  | 50  | 40  | 35   | 30   | 25   | 20   | 15   | 10   | 5         | 3         |

| Clasificación |                          |                            |         |
| Posición      | Ciclista                 | Equipo                     | General |
| ------------- | ------------------------ | -------------------------- | ------- |
| 1.º           | Marc Hirschi             | UAE Emirates               | 200     |
| 2.º           | Juan Ayuso               | UAE Emirates               | 150     |
| 3.º           | Maxim Van Gils           | Lotto Dstny                | 125     |
| 4.º           | Warren Barguil           | dsm-firmenich PostNL       | 100     |
| 5.º           | Mattias Skjelmose Jensen | Lidl-Trek                  | 85      |
| 6.º           | Bastien Tronchon         | Decathlon AG2R La Mondiale | 70      |
| 7.º           | Paul Lapeira             | Decathlon AG2R La Mondiale | 60      |
| 8.º           | Corbin Strong            | Israel-Premier Tech        | 50      |
| 9.º           | Benoît Cosnefroy         | Decathlon AG2R La Mondiale | 40      |
| 10.º          | Dorian Godon             | Decathlon AG2R La Mondiale | 35      |